# Astirio
Flavio Astirio (latino: Flavius Astyrius, o Asturius, o Astirius o Asterius; fl. 427-449) è stato un politico e generale romano di età imperiale, che governò l'Hispania e divenne poi console.

## Biografia
Astirio era figlio di un senatore, e come tale ricevette alla nascita il rango di vir clarissimus.
Era Comes Hispaniae quando Gunderico, re dei Vandali, attaccò i Suebi, costringendoli a rifugiarsi nelle province basche: Astirio condusse l'esercito romano contro Gunderico, costringendolo ad abbandonare la Galizia e forzandolo ad accettare una pace (427).
Astirio continuò la sua ascesa: divenne vir inlustris, ricoprendo nel 441 il ruolo di magister utriusque militiae, forse per Gallias, distinguendosi nella repressione dei Bagaudi, briganti della Hispania Tarraconensis (442). Questi successi causarono delle gelosie a corte: Astirio venne allora richiamato dall'imperatore Valentiniano III nel 443, venendo sostituito dal proprio genero, Merobaude.
Nel 449 Astirio venne elevato al rango di patricius e venne nominato console. Raggiunse Arelate (Arles), in Gallia, dove il 1º gennaio 449 si insediò: i festeggiamenti, che videro la distribuzione di doni ai provinciali e la declamazione di un panegirico da parte di Nicezio, colpirono notevolmente per il loro sfarzo il giovane Sidonio Apollinare, che vi assistette, anche perché normalmente le cerimonie di insediamento dei consoli avvenivano a Roma o a Costantinopoli. In questa occasione vennero distribuiti i dittici consolari, come era costume: uno di questi era conservato nella chiesa di San Martino a Liegi, andò poi perso e fu poi ritrovato; era caratterizzato da uno stile molto diverso dai dittici coevi, probabilmente per la sua origine gallica. L'iscrizione sul dittico rappresenta la fonte principale della sua carriera, e recita «Flavius Astyrius vir clarissimus et inlustris comes ex magistro utriusque militiae consul ordinarius»; Asturio è raffigurato seduto sulla sella curulis, vestito nei regalia del console.
L'imperatore d'Oriente, Teodosio II, non riconobbe il consolato di Astirio, considerando il suo collega Protogene come solo console.